# Казаков, Дмитрий Геннадьевич
Дмитрий Геннадьевич Казаков (7 мая 1972, Искитим, Новосибирская область, СССР — 9 августа 2022, СИЗО-1, Новосибирск, Новосибирская область, Россия) — российский серийный убийца и грабитель, совершивший, по версии следствия, в период с мая 2009 по январь 2021 года на территории Новосибирской и Томской областей не менее 6 убийств, сопряженных с разбойными нападениями. После ареста Казаков свою вину во всех инкриминируемых ему преступлениях признал и активно сотрудничал со следствием, способствуя раскрытию преступлений. 9 августа 2022 года незадолго до открытия судебного процесса Дмитрий Казаков совершил самоубийство.

## Биография

### Жизнь до убийств
Дмитрий Казаков родился 7 мая 1972 года в городе Искитим. Был вторым ребенком в семье из 3 детей. Его родители Геннадий и Татьяна Казаковы работали на закрытом и секретном Искитимском машиностроительном заводе, который относился к предприятиям космической отрасли СССР. Оба родителя Дмитрия вели законопослушный образ жизни, не имели проблем с законом и вредных привычек, отрицательно влияющих на быт, здоровье детей и благосостояние семьи в целом, однако детство и юность Дмитрия Казакова прошло в социально-неблагополучной обстановке. Будучи подростком Дмитрий Казаков стал демонстрировать признаки клептомании. В конце 1980-х годов он начал совершать кражи из домов и магазинов и несколько раз подвергался арестам. В одном случае он был арестован за взлом и проникновение на территорию магазина, а в другом был задержан сотрудниками милиции в чужом частном доме, куда он проник через форточку в окне и намеревался совершить кражу. После окончания школы Казаков нигде не работал и большую часть своего свободного времени он проводил в обществе представителей маргинального слоя общества, которые вели криминальный образ жизни. Дмитрий вел асоциальный образ жизни, злоупотреблял алкогольными напитками, по причине чего часто подвергался арестам по обвинению в демонстрации антиобщественного поведения и оказывался в вытрезвителе. В этот период одна из подружек Дмитрия забеременела от него и родила впоследствии дочь, однако Дмитрий и его невеста не испытывали никакого желания принимать участие в воспитании дочери, вследствие чего всю заботу о ребенке взяли на себя родители Казакова, которые впоследствии официально удочерили внучку. Казаков зарабатывал на жизнь кражами и спекуляциями, пытаясь стать профессиональным вором. В конце 1990-х годов он женился на другой женщине, которая родила ему сына. Несмотря на то, что практически всю свою сознательную жизнь Дмитрий Казаков нигде не работал и зарабатывал на жизнь кражами, ему всегда удавалось уходить от внимания правоохранительных органов и он никогда не входил в число подозреваемых ни по одному из уголовных дел. Жена и теща впоследствии утверждали, что Казаков материально обеспечивал семью, нигде не работая. При этом вопрос происхождения денег якобы никогда не обсуждался в семье, несмотря на то, что на рубеже 2010 года Дмитрий купил автомобиль фирмы «BMW X5», снегоход и мотоцикл на неустановленные доходы. В 2011 году Казаков был арестован сотрудниками ДПС за вождение в нетрезвом виде. Он отказался проходить медицинское освидетельствование, вследствие чего был осужден и лишен прав управления автомобилем.

### Первая серия преступлений (2009—2011)
Первое убийство Дмитрий Казаков совершил в мае 2009 года во время ограбления офиса компании «Энергомонтаж» в Калининском районе Новосибирска. Он проник в помещение через балкон на втором этаже и столкнулся с охранником, которого жестоко избил камнем, нанеся ему черепно-мозговую травму, от осложнений которой он скончался. Добычей Казакова оказались более 600 000 рублей.
В октябре 2009 года он проник в здание компании «ПСК «Березка» в Первомайском районе Новосибирска. В здании он жестоко избил охранника, связал его и похитил более 100 000 рублей из кассы. Связанный мужчина-охранник после ухода Казакова не смог освободиться от пут и скончался на месте ограбления от полученных травм.
В декабре 2010 года Казаков совершил третье убийство. Жертвой стал охранник офиса компании «Кудряшовское» в селе Криводановка. В ходе наблюдения за офисом Казаков установил, что охранник может быть вооружен, вследствие чего он приобрел ружье и решил застрелить охранника сразу же после проникновения в здание. Мужчина-охранник был застрелен точным выстрелом в голову, после чего Дмитрий Казаков похитил из офиса около 500 000 рублей.
В марте 2011 года Казаков решил ограбить офис компании «Метаприбор» в Октябрьском районе Новосибирска. Взломав замок и проникнув в здание, он жестоко избил и связал охранника, хотя в этот раз не нашел денег, так как владелец компании не хранил наличные средства в здании. Раненый сторож сумел выжить и был доставлен в больницу, где ему была оказана первая медицинская помощь, но в последующие дни его физическое состояние резко ухудшилось, и он в конечном итоге скончался. Казаков не оставил на месте преступления никаких следов и зацепок.

### Первый арест и приговор (2012)
6 марта 2012 года Дмитрий Казаков совершил дерзкое ограбление здания почты в Индустриальном микрорайоне Искитима. Казаков утверждал, что, проходя мимо здания почты днем, случайно заметил, как во двор почтамта заехали две инкассаторские машины, из которых занесли в здание несколько мешков с деньгами, после чего он решил совершить ограбление. Вечером того же дня он снова явился к почтамту и в течение нескольких минут наблюдал за обстановкой внутри здания. В ходе наблюдения он установил, что отделение почты охраняет одна-единственная женщина-сторож. Через несколько часов, Казаков снова явился к зданию почты. С собой он взял сумку с необходимыми инструментами для взлома, где находились монтировки, стамески, отвёртки и угловая шлифовальная машина. Взломав монтировкой замок, он проник внутрь здания и совершил нападение на сторожа, в ходе которого связал ее и натянул на глаза ей шапку, чтобы женщина не смогла разглядеть и запомнить приметы его внешнего вида. С помощью угроз физической расправы ему удалось убедить сторожа показать ему комнату, где находилась касса. Взломав дверь, он проник в комнату, где обнаружил один из мешков денег, которые инкассаторы не сумели поместить в сейф. Добычей Казакова стала внушительная сумма – 5 625 000 рублей, которые предназначались для выплаты пенсий. В момент вскрытия двери кассы сработала сигнализация, после чего Казаков сбежал. Он был замечен сотрудниками вневедомственной охраны, явившимися на место ограбления, после чего началась погоня, во время которой Казакову удалось уйти от преследования с деньгами в руках. Явившись домой, Дмитрий переоделся и переместил деньги из мешка в мешок из-под картошки, после чего уехал в ближайший лес, где сжег свою одежду, в которую он был одет во время совершения ограбления и мешок, где хранились деньги. Во время погони с места ограбления Казаков оборонил сумку с инструментами. На основании результатов криминалистическо-дактилоскопической экспертизы его личность вскоре была установлена и он был арестован. 
Николай Шемонаев, заместитель начальника отдела полиции Искитимского района в 2012 году так прокомментировал арест Казакова:
На месте происшествия преступник бросил сумку с инструментом для взлома запорных устройств и дверей. В ходе осмотра был изъят оттиск пальца руки, последствии он был введен в базу "Папиллон", с помощью которой была установлена личность преступника.
Во время допроса Дмитрий признал свою вину и показал сотрудникам правоохранительных органов место, где были спрятаны деньги. К тому времени он успел потратить 102 095 рублей. В июле 2012 года Казаков был осужден и получил в качестве уголовного наказания 7 лет лишения свободы. Наказание он отбывал в исправительной колонии строгого режима, где совершил несколько правонарушений. Ему в конечном итоге был предъявлен еще ряд обвинений, после чего он был осужден и получил к своему уголовному наказанию дополнительный 1 год лишения свободы. Отбыв уголовное наказание полностью, Дмитрий Казаков вышел на свободу в марте 2020 года.

### Вторая серия преступлений (2020—2021)
Не имея постоянного источника дохода, уже в июне 2020 года он совершил новое преступление. Он проник в квартиру в Искитиме, где похитил деньги и ювелирные украшения, которые потом успешно продал.
В ночь с 26 на 27 сентября того же года Казаков совершил ограбление коттеджа на улице Набережный жилмассив в Искитиме, где проживал главный врач Искитимской городской больницы Алексей Кайгородов. Казаков ночью проник в дом через окно, бесшумно выдавив раму с помощью двух стамесок. Перед этим он на протяжении нескольких дней  тщательно изучал место проживания и распорядок дня Кайгородовых. В ходе осмотра комнат дома он обнаружил спящую в спальне хозяйку дома 66-летнюю Людмилу Кайгородову, которую разбудил и связал веревкой. После того, как Людмила Кайгородова стала громко кричать, Казаков несколько раз ударил её монтажкой по голове, нанеся ей черепно-мозговую травму, от последствий которой она вскоре скончалась. После убийства Казаков обыскал дом, похитил из него деньги и ряд вещей, представляющих материальную ценность, после чего скрылся. Окровавленный труп женщины нашёл ее супруг, когда утром того дня вернулся домой с охоты. Убийство Кайгородовой вызвало общественный резонанс в России. Расследование взял под свой личный контроль председатель Следственного комитета России Александр Иванович Бастрыкин и по его поручению дело было передано в центральный аппарат ведомства. На основании результатов ряда различных криминалистических экспертиз, следствие обнаружило ДНК преступника, генотипический профиль которого совпал с генотипическим профилем Дмитрия Казакова, чьи образцы крови находились в распоряжении правоохранительных органов. После этого Казаков был объявлен в федеральный, а затем и в международный розыск.
Во время мероприятий по его поиску Казакову удалось беспрепятственно покинуть территорию Новосибирской области, после чего он объявился в Томске, где в ночь с 1 на 2 июня 2021 года совершил очередное преступление. С помощью слесарных инструментов он взломал замок на входной двери и незаконно проник в офис Томской домостроительной компании. Проникнув в здание, Казаков убил 60-летнего сторожа Григория Емельянова и украл сейф с деньгами, в котором находилось более 600 тысяч рублей.

### Второй арест, следствие и смерть (2021)
Дмитрий Казаков был арестован 8 июня 2021 года на съемной квартире в Томске сотрудниками уголовного розыска ГУ МВД России по Новосибирской области при силовой поддержке сотрудников Росгвардии. Во время ареста он не оказал сопротивления и согласился сотрудничать со следствием. В ходе обыска квартиры сотрудники правоохранительных органов обнаружили в шкафу  часть денег, которые пропали из сейфа домостроительной компании и сумку со слесарными инструментами. На допросе Казаков признал свою вину в инкриминируемых ему действиях и поведал следствию информацию о других совершенных им убийствах, сопряженных с разбоем, в совершении которых его никогда не подозревали. Согласно признательным показаниям Казакова, с 2009 по 2011 год он четыре раза грабил крупные коммерческие организации и каждый раз убивал их сторожей. Также он заявил, что готовил в Томске ещё одно ограбление, жертвой которого должен быть стать высокопоставленный чиновник. До ареста Казаков несколько дней наблюдал за домом жертвы. Его имя с адресом были обнаружены листке на бумаге, которую изъяли у Казакова во время ареста и обыска.
Казаков заявил, что все убийства он совершил из корыстных побуждений, так как всю жизнь, по его собственным словам, обеспечивал себя только за счет сбыта краденого. Из протокола допроса Дмитрия Казакова:
Еще в 1980-е годы я вскрыл контейнер с вещами и украл много модной одежды, всякие джинсы. Тогда я понял, что никогда не буду работать.
Во время допросов Казаков неожиданно выразил раскаяние в содеянном. Он заявил, что незадолго до ареста впал в депрессию и состояние внутриличностного конфликта. Дмитрий утверждал, что  испытывает чувство стыда перед обществом и моральные страдания из-за своей роли в серийных убийствах.
Из протокола допроса Казакова:
Я вижу их во сне каждую ночь. Всех убитых мною. Я устал.
В феврале 2022 года следователи завершили уголовное дело, а региональная прокуратура утвердила обвинение в отношении Дмитрия Казакова.
Судебный процесс должен быть открыться в конце августа 2022 года. Незадолго до открытия судебного процесса, 9 августа 2022 года в ФКУ СИЗО-1 ГУФСИН России по Новосибирской области Дмитрий Казаков совершил самоубийство. Прибывшие на место происшествия медицинские сотрудники провели реанимационные мероприятия, которые положительного результата не принесли. Сотрудники учреждения после самоубийства Казакова заявили, что он давно высказывался о подобных намерениях, еще на предварительном следствии, так как в случае осуждения ему грозило уголовное наказание в виде пожизненного лишения свободы.